# Slotermeer
Slotermeer est un quartier de la ville d'Amsterdam, aux Pays-Bas. Il a été développé dans le cadre du Plan général d'élargissement conçu en 1934, adopté par la  municipalité en 1935 et lancé en 1939. Il constitue l'une des Westelijke Tuinsteden (« cités-jardins de l'ouest ») de l'arrondissement de Nieuw-West. Son nom provient de l'ancien lac de Slootermeer qui s'y trouvait avant d'être asséché en 1644. Le Sloterdijkermeerpolder qui fut aménagé au même endroit fut à son tour recreusé entre 1948 et 1956 à l'emplacement de l'actuel Sloterplas.
En raison de la Seconde Guerre mondiale, la construction du quartier fut retardée de plus de dix ans. Les travaux débutèrent le 1er décembre 1951. À l'automne 1952, les premiers logements ouvrirent leurs portes. Le 7 octobre 1952, la première cité-jardin située à l'extérieur du périphérique fut inaugurée par la Reine Juliana. 